# Proville
Proville ist eine französische Gemeinde mit 3167 Einwohnern (Stand: 1. Januar 2022) im Département Nord in der Region Hauts-de-France; sie gehört zum Arrondissement Cambrai und zum Kanton Cambrai. Die Einwohner werden Provillois genannt.

## Geographie
Die Gemeinde Proville ist eine südwestliche banlieue von Cambrai an der Schelde und dem Canal de Saint-Quentin. Der Wald Bois Chenu ist ein bemerkenswertes Reservat der Biodiversität.
Umgeben wird Proville von den Nachbargemeinden Cambrai im Norden und Osten, Rumilly-en-Cambrésis im Südosten, Marcoing im Süden, Noyelles-sur-Escaut im Süden und Südwesten, Cantaing-sur-Escaut im Südwesten und Westen sowie Fontaine-Notre-Dame im Westen und Nordwesten.

## Geschichte
Der Name des Ortes soll sich von Puerorum villa, so wird er im 11. und 12. Jahrhundert benannt, ableiten. Eine Römerstraße führte noch im fünften Jahrhundert durch das Gebiet.
Während des Ersten Weltkriegs wurde der Ort bei der Schlacht von Cambrai im November 1917 fast vollständig zerstört.

### Bevölkerungsentwicklung
| Jahr      | 1962 | 1968 | 1975 | 1982 | 1990 | 1999 | 2011 | 2020 |
| Einwohner | 818  | 915  | 2238 | 3215 | 3655 | 3472 | 3293 | 3090 |

## Sehenswürdigkeiten
- Kirche Saint-Aubert
- Soldatenfriedhof des Commonwealth
- Kapelle Notre-Dame-des-Champs mit Gruft der Familie Crépin

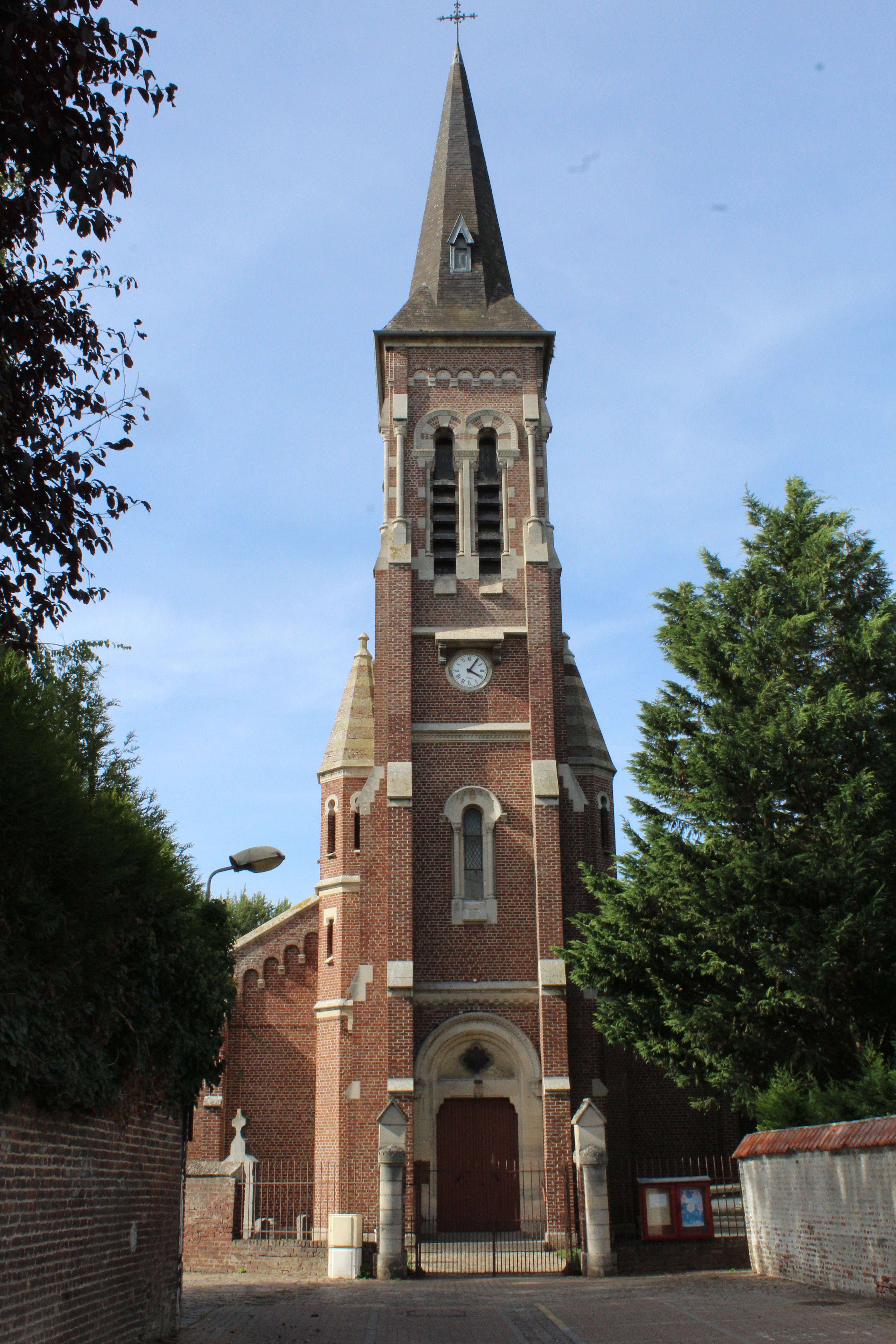
Kirche Saint-Aubert
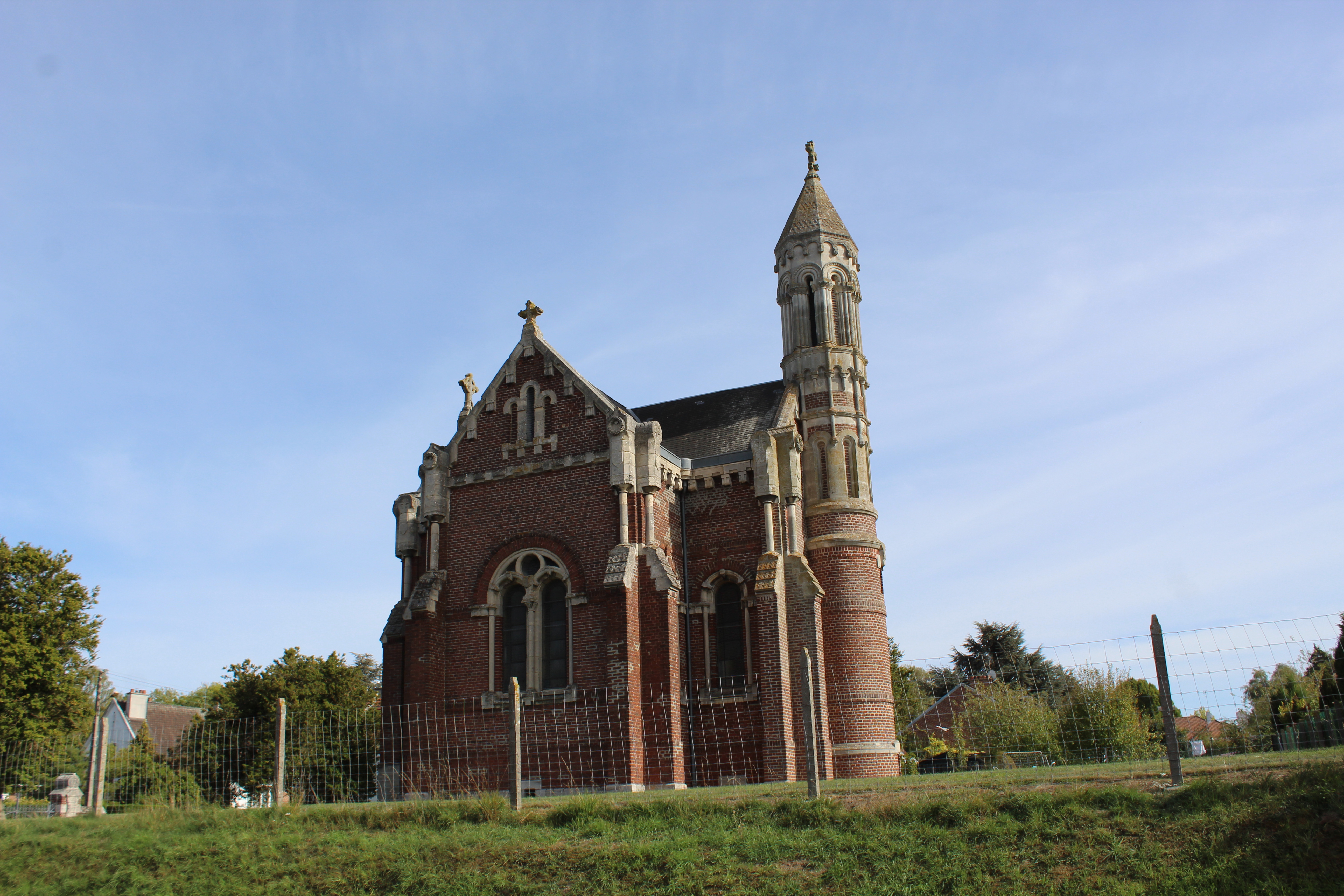
Kapelle Notre-Dame-des-Champs
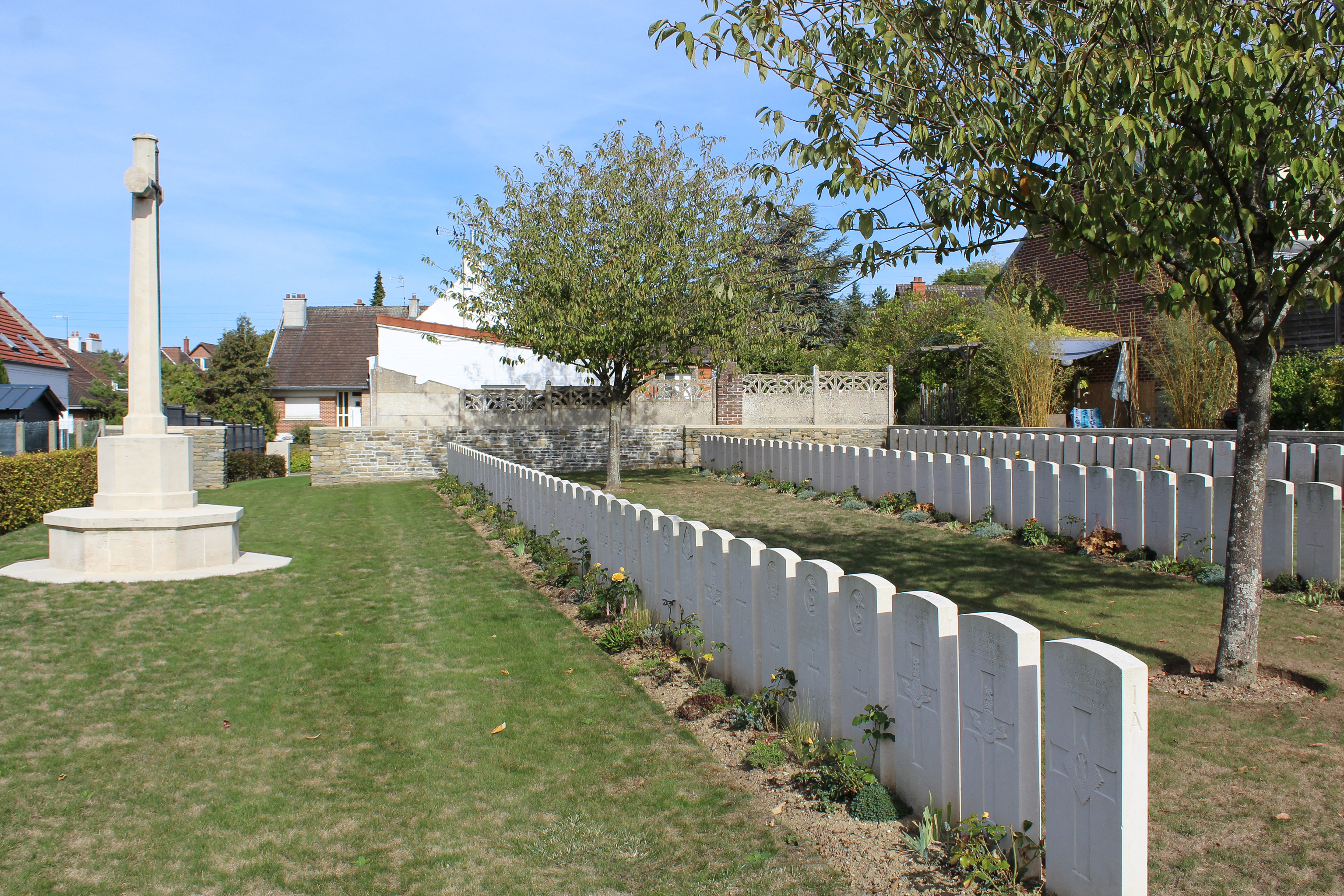
Soldatenfriedhof